# Nat Schachner
Nathaniel «Nat» Schachner (16 gennaio 1895 – 2 ottobre 1955) è stato uno scrittore statunitense, narratore e biografo, il cui nome è riportato anche come Nathan.

## Biografia
Dopo gli studi di chimica, lavorò per il New York Board of Health e, durante la prima guerra mondiale, fece ricerche sulle armi chimiche; al termine di essa s'indirizzò al diritto e divenne avvocato, attività che poi avrebbe abbandonato per dedicarsi alla scrittura.
Alcune delle sue storie di fantascienza, scritte principalmente negli anni trenta, tentavano di mostrare l'impatto sulle società future di scienza e tecnologie avanzate. Nel racconto Voci ancestrali (Ancestral Voices, 1933), contenente una bizzarra satira sul razzismo, fu il primo a presentare uno dei più famosi paradossi temporali. Tra gli altri lavori si possono citare Passato, presente e futuro (Past, Present and Future, 1937) e il romanzo Space Lawyer (pubblicato nel 1953). 
Dagli anni quaranta si volse alla stesura di apprezzate biografie dedicate a personaggi storici: Aaron Burr: A Biography (1937, riedita nel 1961), Alexander Hamilton (1946, riedita nel 1961), Thomas Jefferson: A Biography (1951), The Founding Fathers (1954).
L'interesse per la storia gli ispirò anche la stesura di romanzi ad essa legati: By the Dim Light (1941), ambientato a New Orleans dopo la sconfitta del Sud nella guerra di secessione, The King's Passenger (1942), sulla ribellione di Bacon del 1676, The Wanderer (1944), incentrato sulla storia di Dante Alighieri e di Beatrice.
Isaac Asimov ha affermato di essere stato largamente influenzato da Schachner nelle sue storie, ed in particolare nella composizione del famoso ciclo della Fondazione.
Un contributo all'interpretazione dell'opera di Schachner è stato fornito dal critico Sam Moskowitz con l'articolo The Science-Fiction of Nathan Schachner, edito nel 1992 sul n. 43 di «Fantasy Commentator».

## Opere

### Serie narrative

#### 20,000 A.D.
- In 20,000 A.D.! (con Arthur Leo Zagat), 1930 (racconto)
- Back to 20,000 A.D. (con Arthur Leo Zagat), 1931 (racconto)

#### Revolt of the Scientists
- The Revolt of the Scientists, 1933 (racconto)
- The Great Oil War, 1933 (racconto)
- The Final Triumph, 1933 (racconto)

#### Redmask
- Redmask of the Outlands, 1934 (racconto)
- The Son of Redmask, 1935 (racconto)

#### Past, Present and Future
- Passato, presente e futuro (Past, Present and Future, 1937; racconto), in Alba del domani. La fantascienza prima degli anni d'oro a cura di Isaac Asimov, Grandi Opere Nord [1], Editrice Nord, Milano 1976
- City of the Rocket Horde, 1937 (racconto)
- Island of the Individualists, 1938 (racconto)
- City of the Corporate Mind, 1939 (racconto)
- City of the Cosmic Rays, 1939 (racconto)

#### Messier 33
- Nova in Messier 33 (come Chan Corbett), 1937 (racconto)
- When Time Stood Still (come Chan Corbett), 1937 (racconto)

#### Kerry Dale: Space Lawyer
- Old Fireball, 1941 (racconto)
- Jurisdiction, 1941 (racconto)
- Space Lawyer, 1953 (romanzo)

### Romanzi
- Emissaries of Space, 1932
- By the Dim Light: A Novel, 1941
- The King's Passenger, 1942
- The Sun Shines West, 1943
- The Wanderer: A Novel of Dante and Beatrice, 1944
- Space Lawyer, 1953

### Racconti
- The Tower of Evil (con Arthur Leo Zagat), 1930
- Exiles of the Moon (con Arthur Leo Zagat), 1931
- Associazione Mineraria Venusiana (Venus Mines, Incorporated, 1931; con Arthur Leo Zagat), in Spazio, tempo e dimensioni, Nova SF*, anno XX (XXXVIII) n. 65 (107), Perseo Libri, Bologna 2004
- The Dead-Alive (con Arthur Leo Zagat), 1931
- The Revolt of the Machines, 1931 (con Arthur Leo Zagat)
- The Menace from Andromeda, 1931 (con Arthur Leo Zagat)
- The Death Cloud, 1931 (con Arthur Leo Zagat)
- Emissaries of Space, 1932
- The Emperor of the Stars (con Arthur Leo Zagat), 1931
- Slaves of Mercury, 1932
- The Time Express, 1932
- I pirati del Gorm (Pirates of the Gorm, 1932), in La guerra dei mondi, Nova SF*, anno XXI (XXXIX) n. 69 (111), Perseo Libri, Bologna 2005
- Voci ancestrali (Ancestral Voices, 1933), in appendice a Il giardino del tempo. Il terzo libro della fantascienza, a cura di Sergio Solmi, Einaudi, Torino 1983
- The Memory of the Atoms (con R. Lacher), 1933
- The Eternal Dictator, 1933
- The Robot Technocrat, 1933
- The Orange God, 1933 (come Walter Glamis)
- The Orange God, 1933 (come Walter Glamis)
- Fire Imps of Vesuvius, 1933
- La centesima generazione (The 100th Generation, 1934), in I mutanti a cura di Sandro Pergameno, Grandi Opere Nord [9], Editrice Nord, Milano 1983
- He from Procyon, 1934
- Stratosphere Towers, 1934
- The Time Impostor, 1934
- Il drago di Iskander (The Dragon of Iskander, 1934), in La centesima stella, Nova SF*, anno XIX (XXXVII) n. 58 (100), Perseo Libri, Bologna 2003
- I Am Not God, 1935
- The Great Thirst, 1934
- The Living Equation, 1934
- The Ultimate Metal, 1935
- Mind of the World, 1935
- World Gone Mad, 1935
- When the Sun Dies, 1935 (come Chan Corbett)
- The Orb of Probability, 1935
- Intra-Planetary, 1935 (come Chan Corbett)
- Entropy, 1936
- Reverse Universe, 1936
- Infra-Universe, 1936
- Pacifica, 1936
- The Return of the Murians, 1936
- The Eternal Wanderer, 1936
- The Isotope Men, 1936
- The Thought Web of Minipar, 1936 (come Chan Corbett)
- Ecce Homo, 1936 (come Chan Corbett)
- The Saprophyte Men of Venus, 1936
- The Shining One, 1937
- Beyond Which Limits, 1937
- Crystallized Thought, 1937
- Beyond Infinity, 1937 (come Chan Corbett)
- Earthspin, 1937
- Lost in the Dimensions, 1937
- Sterile Planet, 1937
- Negative Space, 1938
- Simultaneous Worlds, 1938
- Il mondo nel sole (The Sun-World of Soldus, 1938), in Quando i marziani, Nova SF*, anno V (XXIII) n. 15 (57), Perseo Libri, Bologna 1989
- When the Future Dies, 1939
- Palooka from Jupiter, 1939
- City Under the Sea, 1939
- Worlds Don't Care, 1939
- Cold, 1940
- Space Double, 1940
- Runaway Cargo, 1940
- Master Gerald of Cambray, 1940
- The Return of Circé, 1941
- Eight Who Came Back, 1941

### Biografie e studi storici
- Aaron Burr: A Biography, 1937; 1961
- The Mediaeval Universities, 1938
- Alexander Hamilton, 1946, 1961
- The Price of Liberty: A History of the American Jewish Committee, 1948
- Thomas Jefferson: A Biography, 1951
- Alexander Hamilton, Nation Builder, 1952
- The Founding Fathers, 1954
- Joe Worker and the Story of Labor (con Jack Alderman, ?[1])